# Страна на баските
 Тази статия е за историческата област.  За административната единица в Испания вижте Баска автономна област.  
Страната на баските (на баски: Euskal Herria) е регион в Европа, в западната част на Пиренеите, по брега на Бискайския залив от двете страни на границата между Испания и Франция. Населението говори баски език, както и официалния език на двете държави.

## История
В предримската епоха племето на васконите е обитавало частите на Пиренейския полуостров северно от река Ебро. Предполага се, че те са прародителите на днешните баски. След нашествието на вестготите, васконите се оттеглят на северозапад. През VI и VII век част от тях преминават от северната страна на Пиренеите, използвайки слабия контрол на франките в Аквитания. От името им произлиза името на областта Гаскония (фр. Gascogne), а гасконският език е резултат от смесването на езика им с близкия по състав местен окситански език. Според някои теории името Аквитания произлиза не от латинската дума Aqua (вода), а от името на окситанското племе Оски (Auski) – дума много близка до корена на думата „баски“ (eusk-) в съвременния баски език.
На юг от Пиренеите васконите са основна част от населението на средновековното кралство Навара. Росенвалският проход е бил сцена на различни битки поради стратегическата връзка между Франция и Навара, но става известен с хиперболизираната легенда за рицаря Роланд.
Родоначалник на баския национализъм е Сабино Арана Гоири.

## География
Страната на баските се дели на две части
- южна част (баск. Hegoalde) – провинциите в Испания на юг от Пиренеите
  - Араба (баски Araba, исп. Álava)
  - Гипускоа (Gipuzkoa, исп. Guipúzcoa)
  - Навара (баски Nafarroa, исп. Navarra)
  - Биская (баски Bizkaia, исп. Vizcaya)

- северна част (баски Iparralde) – провинциите във Франция на север от Пиренеите
  - Долна Навара (баски Behe Nafarroa, фр. Basse-Navarre, исп. Baja Navarra)
  - Лабур (баски Lapurdi, фр. Labourd, исп. Labort)
  - Субероа (баски Zuberoa, фр. Soule, исп. Sola)

Южните провинции имат частична автономия в рамките на Испания (Баска автономна област, исп. País Vasco).

## Култура
В град Билбао се намира един от най-прочутите музеи за съвременно изкуство в Европа, Гугенхайм (друг Гугенхайм има във Венеция и в Ню Йорк).

## Спорт
Много популярна е играта пелота (исп. pelota vasca) – удряне на топка със специална плоска дървена бухалка или с гола ръка срещу стена. Баските я третират като национален спорт и претендират да са я измислили, но сходни игри могат да се срещнат от Италия до Ирландия (напр. скуош).